# عبد العزيز علي قشي
عبد العزيز علي قشي (1 نوفمبر 1990 بعنابة في الجزائر - ) هو لاعب كرة قدم جزائري في مركز الدفاع. شارك مع منتخب الجزائر تحت 23 سنة لكرة القدم. أما مع النوادي، فقد لعب مع أمل الأربعاء وأهلي برج بوعريريج واتحاد عنابة ونادي العدالة السعودي واتحاد التطاوين ونادي الثقبة .

## وصلات خارجية
- عبد العزيز علي قشي على موقع قاعدة بيانات كرة القدم.إي يو (الإنجليزية)
- عبد العزيز علي قشي على موقع Soccerway.com (الإنجليزية)